# Римська унія (1369)
Ри́мська у́нія — договір підписаний 1369 року Візантійський імператором Йоаном V Палеологом та Римським Папою Урбаном V. Практичних наслідків не мала.
Військово-політичне становище Візантійської імперії наприкінці XIV – у першій половині XV ст. стало майже катастрофічним. 
Останній уламок Римської Імперії переживав тоді далеко не найкращі часи. Після жахливої епідемії чуми 1347 року (від якої вимерла третина візантійців) так і не відтворилося населення країни. Кількість мешканців візантійської столиці скоротилася за два останні століття з 1 млн до 100 тис. містян, а фінансова скрута змусила константинопольських василевсів продати імператорські коштовності. Навіть під час коронації одяг імператора та його дружини замість справжніх прикрас оздоблювала скляна біжутерія. 
За такої ситуації розпочались переговори про унію з Католицькою церквою, на яких наполягав імператор. Влітку 1369 року василевс, незважаючи на негативне ставлення до цього наміру православного кліру й грецького населення, поїхав до Рима, куди перебрався після «авіньйонського полону» папа Урбан V. 
18 жовтня 1369 року  Йоан V прийняв католицтво й підписав рішення про об’єднання двох церков під владою Папи Римського. При цьому з боку греків при підписанні унії не було жодного ієрея. 
Православні піддані імператора категорично не сприйняли унію, а влада Риму так і не змогла організувати загальноєвропейський хрестовий похід проти османів на належному рівні. 
Укладена імператором Римська унія 1369 року «померла» фактично одразу після свого виникнення. Повернувшись додому, Йоан зрікся свого католицтва, налагодив добрі стосунки з патріархом Філотеєм, і ця подія була «віддана забуттю».
1375 року візантійський імператор Йоан V Палеолог визнав себе васалом Османської держави і змушений був разом зі своїм військом брати участь у походах султана з метою підкорення візантійських міст, які ще зберігали незалежність від турків. 